# Ольховка (приток Кирги)
Ольховка — река в России, протекает по Байкаловскому району и Ирбитскому муниципальному образованию Свердловской области. Устье реки находится в 24 км по правому берегу реки Кирга. Длина реки составляет 18 км.

## Данные водного реестра
По данным государственного водного реестра России относится к Иртышскому бассейновому округу, водохозяйственный участок реки — Ница от слияния рек Реж и Нейва и до устья, речной подбассейн реки — Тобол (российская часть бассейна). Речной бассейн реки — Иртыш.
Код объекта в государственном водном реестре — 14010501912111200007279.